# Stora Lomtjärnen (Stora Tuna socken, Dalarna)
Stora Lomtjärnen är en sjö i Borlänge kommun i Dalarna och ingår i Dalälvens huvudavrinningsområde.